# Ротко (фильм)
«Ротко» (англ. Rothko) — будущая биографическая драма режиссёра Сэм Тэйлор-Джонсон, по сценарию Лары Вуд. В основе сценария книга Ли Силдс The Legacy Of Mark Rothko. Главные роли в фильме исполнят Рассел Кроу, Аарон Тэйлор-Джонсон и Эшлинг Франчози.
Премьера запланирована на 25 октября 2024 года.

## Сюжет
Действие фильма сосредоточено вокруг «дела Ротко» — затянувшегося судебного спора между Кейт Ротко и управляющими наследством художника, а также директорами его галереи Marlborough Fine Art.

## В ролях
- Рассел Кроу — Марк Ротко[2]
- Аарон Тэйлор-Джонсон
- Эшлинг Франчози — Кейт Ротко
- Майкл Стулбарг
- Джаред Харрис

## Производство
О начале работы над фильмом стало известно в марте 2021 года. Режиссёром стала Сэм Тэйлор-Джонсон. Главную роль исполнит Рассел Кроу. Позднее к актёрскому составу присоединились Аарон Тэйлор-Джонсон Эшли Франчози Майкл Стулбарг и Джаред Харрис.